# Kulturpreis der Stadt Ingolstadt
Der Kulturpreis der Stadt Ingolstadt wird  als Anerkennung für herausragende Leistungen auf kulturellem Gebiet. Preisträger sind Personen, die in Ingolstadt geboren oder ansässig sind oder zum Kulturleben Ingolstadts in besonderer Beziehung stehen. Der Preis kann auch an Personenmehrheiten, die eine gemeinsame künstlerische Leistung erbringen, verliehen werden. Die Stadt Ingolstadt verleiht jährlich  einen Kultur- oder Kunstpreis, der mit jeweils 6000 Euro dotiert ist. Das Vorschlagsrecht für die Verleihung der Preise haben der Oberbürgermeister (seit 1/2021 Christian Scharpf), die Fraktionen des Stadtrates der Stadt Ingolstadt und die Mitglieder einer Kommission, die Anregungen aus allen Bevölkerungskreisen entgegennehmen können. Über die Vergabe des Preises entscheidet schließlich der Stadtrat.
Neben dem Kulturpreis werden in Ingolstadt auch der Kunstpreis, die Goldene Bürgermedaille, der Marieluise-Fleißer-Preis und der Jazzförderpreis der Stadt Ingolstadt verliehen.

## Preisträger
- 1989: Ernst Seiltgen[2]
- 1995: Theodor Müller, Konzertverein Ingolstadt
- 1997: Förderband Musikinitiative
- 2000: Emilie Böck
- 2002: Audi
- 2004: Kunstverein Ingolstadt
- 2006: Theodor Straub, Siegfried Hofmann
- 2016: Eva-Maria Atzerodt
- 2018: Walter Haber
- 2020: Isabella Kreim
- 2023: Jan Rottau
- 2024: Knut Weber (Ehrenpreis)